# Miszewko (gromada)
Miszewko – dawna gromada, czyli najmniejsza jednostka podziału terytorialnego Polskiej Rzeczypospolitej Ludowej w latach 1954–1972.
Gromady, z gromadzkimi radami narodowymi (GRN) jako organami władzy najniższego stopnia na wsi, funkcjonowały od reformy reorganizującej administrację wiejską przeprowadzonej jesienią 1954 do momentu ich zniesienia z dniem 1 stycznia 1973, tym samym wypierając organizację gminną w latach 1954–1972.
Gromadę Miszewko z siedzibą GRN w Miszewku utworzono – jako jedną z 8759 gromad na obszarze Polski – w powiecie płockim w woj. warszawskim, na mocy uchwały nr VI/10/13/54 WRN w Warszawie z dnia 5 października 1954. W skład jednostki weszły obszary dotychczasowych gromad Garwacz, Krawieczyn, Małoszewo, Małoszywka i Miszewko oraz miejscowości Kanigowo B, Kanigowo C i były folwark Kanigowo z dotychczasowej gromady Kanigowo ze zniesionej gminy Miszewo Murowane w tymże powiecie. Dla gromady ustalono 11 członków gromadzkiej rady narodowej.
31 grudnia 1959 z gromady Miszewko wyłączono wsie Krawieczyn i Garwacz, włączając je do gromady Bodzanów w tymże powiecie, po czym gromadę Miszewko zniesiono a jej (pozostały) obszar włączono do gromady Miszewo Murowane tamże.